# Luc Robitaille-trófea
A Luc Robitaille-trófea egy díj, melyet a QMJHL-ben osztanak ki, annak a csapatnak, mely a legtöbb lőtt góllal zárja az alapszakaszt. A trófeát Luc Robitaille-ról nevezték el.

## A díjazottak
| Szezon    | Csapat                                     | Gólok | #   |
| --------- | ------------------------------------------ | ----- | --- |
| 2013–2014 | Val-d'Or Foreurs                           | 306   | 1   |
| 2012–2013 | Halifax Mooseheads                         | 347   | 1   |
| 2011–2012 | Victoriaville Tigres                       | 311   | 1   |
| 2010–2011 | Saint John Sea Dogs                        | 324   | 2   |
| 2009–2010 | Saint John Sea Dogs                        | 309   | 1   |
| 2008–2009 | Drummondville Voltigeurs                   | 345   | 1   |
| 2007–2008 | Rouyn-Noranda Huskies                      | 294   | 1   |
| 2006–2007 | Cape Breton Screaming Eagles               | 308   | 1   |
| 2005–2006 | Québec Remparts                            | 349   | 1   |
| 2004–2005 | Rimouski Océanic                           | 333   | 1   |
| 2003–2004 | Gatineau Olympiques                        | 306   | 1   |
| 2002–2003 | Baie-Comeau Drakkar                        | 319   | 2   |
| 2001–2002 | Baie-Comeau Drakkar& Shawinigan Cataractes | 288   | 1 1 |